# Sydfrukter
Sydfrukter är ett löst, samlat begrepp för frukter, frön och grönsaker som importeras från varmare trakter, så som medelhavsområdet eller Amerika. Några exempel på sådana frukter är avokado, persikor, ananas, aprikoser, citroner, vindruvor, bananer och fikon.